# Kwarchi
Kwarchi – dzielnica (wijk) miasta Willemstad oraz osada (buurt), w dystrykcie Willemstad, w kraju autonomicznym Curaçao, należącym do Holandii, w Ameryce Południowej. 20 października 2023 r. liczyła 1933 mieszkańców.  

## Osady
W skład dzielnicy wchodzi dziesięć osad (buurt):
| Lp. | Nazwa                | Powierzchnia km² | Liczba mieszkańców |
| --- | -------------------- | ---------------- | ------------------ |
| 1.  | De Klundert          | 0,05             | 129                |
| 2.  | Harmonie             | 0,17             | 491                |
| 3.  | Jan Boos             | 0,25             | 203                |
| 4.  | Kent U Zelf          | 0,19             | 278                |
| 5.  | Kwarchi              | 0,68             | 728                |
| 6.  | Libie                | 0,08             | 161                |
| 7.  | Ma Louisa            | 0,12             | 143                |
| 8.  | Schooneboom          | 0,04             | 61                 |
| 9.  | Sint Thomas          | 0,05             | 105                |
| 10. | Soledad bij Jan Boos | 0,09             | 145                |